# Bruno Garbuglia
Bruno Garbuglia (* 28. Juli 1952 in Rom; † 10. Juli 2011 ebenda) war ein italienischer Drehbuchautor.

## Leben
Garbuglia besuchte ein naturwissenschaftliches Gymnasium und schrieb sich in Literaturwissenschaften an der Universität ein. Von 1973 an arbeitete er als Kameraassistent für Giuseppe Rotunno; 1983 begann er, Drehbuchkurse am Cinema Democratico u. a. bei Leo Benvenuti zu belegen und lieferte so ab 1986 Arbeiten für Film und Fernsehen, darunter die Serie Classe di ferro. Dabei schrieb er meist mit seinem Kollegen Roberto Ivan Orano zusammen. Mit diesem inszenierte er auch seinen einzigen Film, den 1996 entstandenen Al centro dell'area di rigore.
2011 kam Garbuglia bei einem Verkehrsunfall ums Leben.

## Filmografie (Auswahl)
- 1996: Al centro dell'area di rigore (Ko-Regie, Drehbuch)